# David Fulmer
Pour les articles homonymes, voir Fulmer.
David Fulmer, né le 3 avril 1950 à Northumberland en Pennsylvanie aux États-Unis, est un écrivain et un journaliste américain, auteur de roman policier.

## Biographie
Journaliste, il écrit dans le The Atlanta Journal-Constitution, le Atlanta, le City Life, Il Giornale et le Advertising Age.
En 2001, il publie son premier roman, Courir après le diable (Chasing the Devil's Tail) pour lequel il est lauréat du prix Shamus 2002 du meilleur premier roman. C'est le premier volume d'une série consacrée à Valentin St. Cyr, un détective privé créole dans le début du XXe siècle, dans le quartier de Storyville de la Nouvelle-Orléans.

## Œuvre

### Romans

#### SérieValentin St. Cyr
- Chasing the Devil's Tail (2001)
  - Courir après le diable, Payot & Rivages, coll. « Rivages/Thriller » (2008)  (ISBN 978-2-7436-1884-1), réédition Payot & Rivages, coll. « Rivages/Noir » no 780 (2010)  (ISBN 978-2-7436-2106-3)
- Jass (2005)
  - Jass, Payot & Rivages, coll. « Rivages/Thriller » (2010)  (ISBN 978-2-7436-2105-6)
- Rampart Street (2006)
  - Rampart Street, Payot & Rivages, coll. « Rivages/Thriller » (2012)  (ISBN 978-2-7436-2309-8)
- Lost River (2009)

#### Autres romans
- The Dying Crapshooter's Blues (2007)
- The Blue Door (2007)
- The Fall (2010)
- The Iron Angel (2015)
- Anthracite (2015)

### Novellas
- The Night Before (2012)

### Recueils de nouvelles
- Anthracite - Monday: Part 1 (2006)
- Anthracite - Tuesday: Part 2 (2006)
- Anthracite - Wednesday: Part 3 (2006)
- Anthracite - Thursday: Part 4 (2006)
- Anthracite - Friday: Part 5 (2006)
- Anthracite - Saturday: Part 6 (2006)
- South Street - Part 1 (2006)
- South Street - Part 2 (2006)
- South Street - Part 3 (2006)
- South Street - Part 4 (2006)
- South Street - Part 5 (2006)
- South Street - Part 6 (2006)
- South Street - Part 7 (2006)
- South Street - Part 8 (2006)
- South Street - Part 9 (2006)
- South Street - Part 10 (2006)

## Prix et distinctions

### Prix
- Prix Shamus 2002 du meilleur premier roman pour Chasing the Devil's Tail[2]

### Nominations
- Barry Award 2002 du meilleur premier roman pour Chasing the Devil's Tail[3]
- Prix Shamus 2009 du meilleur roman pour The Blue Door[2]